# Veronica van Hoogdalem
Veronica van Hoogdalem (Kleef (Duitsland), 5 augustus 1989) is een Nederlandse presentatrice, die vooral bekend werd door haar werk bij TMF.

## Levensloop
Van Hoogdalem, zelf geboren in Duitsland, heeft een Nederlandse moeder en een Ghanese vader.
Haar carrière begon doordat zij het programma F.A.B.S. van Veronica won, waarin werd gezocht naar een videomodel. In 2008 deed Van Hoogdalem mee aan VJ for a day bij de muziekzender TMF en was ze te gast in Re-action, waar ze tongzoende met Gerard Joling. Van Hoogdalem was de eerste democratisch gekozen vj van TMF. De kijkers startten spontaan een handtekeningenactie om haar als vj bij TMF te krijgen. In de zomer van 2009 presenteerde ze samen met haar collega's de TMF Awards en het zomerprogramma Beach Battle vanuit Griekenland. In de zomer van 2010 presenteerde ze voor de tweede keer de TMF Awards in Enschede.

### 2011
Vanaf januari 2011 was zij als enige vj dagelijks te zien bij TMF in haar eigen programma Veronica's Dag Top 5. Daarnaast was ze wekelijks te horen in het ochtendprogramma van FunX. Naast haar dagelijks werk bij TMF was Van Hoogdalem vanaf maart 2011 betrokken bij het televisieprogramma The Ultimate Dance Battle op de zender RTL 5. Voor dit programma nam zij het backstageverslag voor haar rekening. Het was haar eerste opdracht voor RTL 5. Op 12 juni dat jaar was zij presentatrice van de TMF Awards 2011. Op 19 april 2011 opende Van Hoogdalem samen met collega-presentator Amir Charles de handel op de effectenbeurs van Amsterdam, Beursplein 5, dit ter ere van de bekendmaking van de genomineerde van de TMF Awards. Vanaf 9 oktober 2011 was zij presentator van Mentos TV, het rechtstreekse online-backstageprogramma van So You Think You Can Dance van RTL 5.

### 2012–2013
Vanaf 12 maart 2012 presenteerde Van Hoogdalem The Pain Game op Veronica TV. Op 27 april werd bekend dat Van Hoogdalem zich als ambassadrice ging inzetten voor Stichting Meet Kate, een en ander naar aanleiding van het vijfjarig bestaan van de stichting. In de zomer werd zij het nieuwe gezicht van Veronica TV en presenteerde ze samen met haar collega's Tim Haars en Saar Koningsberger het programma Veronica goes couchsurfing.
Van Hoogdalem presenteerde in 2013 samen met haar Veronica-collega's Tim Haars, Saar Koningsberger en Tess Milne het programma Veronica's nachtwacht. Ook was zij deelnemer aan het veertiende seizoen van Expeditie Robinson, waaraan dit seizoen alleen Nederlanders meededen.

### 2014–2015
Van Hoogdalem presenteerde in 2014 en 2015 samen met Tim Douwsma de liveshows van het programma AVRO Junior Dance bij de AVRO. Vanaf 23 september 2014 presenteerde zij bovendien het AVROTROS-jeugdprogramma Museum undercover.
In het najaar van 2015 was zij te zien in het RTL 5 programma Wie Is De Sjaak?

### 2018–2021
Sinds 2018 schuift Van Hoogdalem met een regelmaat aan bij RTL Boulevard om te praten over muziekgerelateerde items, en nam Veronica met vele internationale artiesten interviews af.
Spotify introduceert samen met host Veronica van Hoogdalem, zijn eerste eigen Nederlandstalige podcast: De Woordenschat Podcast. Deze Spotify Original Podcast is gebaseerd op de gelijknamige en razend populaire playlist van de streamingdienst, die wekelijks wordt geüpdatet met de nieuwste en grootste Nederlandse Hip Hop-hits. 

### 2021–heden
Sinds 2021 maakt Van Hoogdalem haar eigen podcast Praat Muziek Met Me In 'Praat Muziek Met Me' neemt Veronica met haar gasten hun muzikale dagboek door. Samen bespreken ze hun vroegste muziekherinnering, liedjes uit hun schooltijd en nummers die ze van A tot Z mee kunnen zingen.
Vanaf 27 mei 2022 presenteert Van Hoogdalem het muziekprogramma Podium Zwart van Omroep ZWART. In Podium ZWART bieden Glen Faria en Van Hoogdalem een podium aan nieuwe talenten en gevestigde namen. Genres die aan bod komen zijn r&b en hiphop, maar ook afrobeat, latin, reggae, jazz en nog veel meer.
Vanaf november 2022 presenteert Van Hoogdalem het muziekprogramma Wat Anders van Omroep Zwart op 3 FM, met Vincent Reinders op zondagavond van 22:00 tot 01:00 uur.
In januari 2023 wint zij de Pop Media Prijs 2022.

## Televisie en radio
- F.A.B.S. (2007)
- TMF - vj Veronica (2008-2011)
- Re-action - (2008)
- Kijk dit nou! (2009-2010)
- TMF Beach Party (2009)
- TMF Snow Kicks (2010)
- TMF Totaly Summer (2010)
- FunX Wake-upshow (2010) - medepresentator
- TMF Awards 2010 (2010)
- Veronica's Dag Top 5 (2011)
- The Ultimate Dance Battle (2011)
- TMF Awards 2011 (2011)
- So You Think You Can Dance (2011)
- The Pain Game (2012)
- Veronica Goes Couchsurfing (2012)
- Veronica's nachtwacht (2013)
- Expeditie Robinson (2013) - kandidaat
- AVRO Junior Dance (2014)
- Museum undercover (2014)
- AVRO Junior Dance (2015)
- Wie is de Sjaak? (2015)
- 60 jaar songfestival (2015)
- Alles mag op zaterdag (2016) - deelnemer
- RTL Boulevard (2018-2020) - muziekdeskundige
- Omroep ZWART, Podium Zwart (2022-heden) - presentatrice
- Wat Anders. radio programma 3FM (2022-heden) - radio DJ
- Praat Muziek Met Me, podcast (2021 - heden) - maker
- That's My Jam (2023) - deelnemer
- Weet Ik Veel (2024) - deelnemer